# Kvadratna formula
U elementarnoj algebri, kvadratna formula je rešenje kvadratne jednačine. Postoje jos načina rešavanja kvadratne jednačine umesto korišćenja kvadratne jednačine poput: faktorizacije,dopune do potpunog kvadrata,grafikom funkcije. Korišćenje kvadratne formule je uglavnom najpogodniji način.
Generalna kvadratna formula je:
{\displaystyle ax^{2}+bx+c=0\ \ .}
Ovde x predstavlja nepoznatu, dok su a ,b i c konstante gde a nije jednaka 0.Može se proveriti da li kvadratna formula zadovoljava kvadratnu jednačinu postavljanjem prethodnog u novo.Sa ovom parametrizacijom iznad, kvadratna formula je:{\displaystyle x={\frac {-b\pm {\sqrt {b^{2}-4ac}}}{2a}}\ \ }Svako rešenje dobijeno od kvadratne formule se naziva korenom kvadratne jednačine.Geometrijski, ovi koreni predstavljaju x vrednosti gde bilo koja parabola,eksplicitno data kao y = ax2 + bx + c, seče x-osu. Pored toga što je formula koja će dati nule bilo koje parabole,kvadratna formula će dati i osu simetriju parabole i može se koristiti da se odmah utvrdi koliko realnih nula ima kvadratna jednačina.

## Izvođenje formule

### Koristeći metodu „Dopuna do potpunog kvadrata”
Kvadratna formula se može izvesti sa jednostavnom primenom „dopune do potpunog kvadrata”. Dva izvođenja su sledeća :

#### Metoda 1
Podeliti kvadratnu jednačinu sa {\displaystyle {a}}, što je dozvoljeno jer {\displaystyle {a}} nije nula.
{\displaystyle {\displaystyle x^{2}+{\frac {b}{a}}x+{\frac {c}{a}}=0\ \ .}}
Oduzeti {\displaystyle {\frac {c}{a}}} od obe strane jednačine, time dobijamo :
{\displaystyle {\displaystyle x^{2}+{\frac {b}{a}}x=-{\frac {c}{a}}\ \ .}}
Kvadratna jednačina je sada u formi gde možemo primeniti dopunu do potpunog kvadrata. Dakle, dodajte konstantu na obe strane jednačine tako da leva strana postane potpun kvadrat.
{\displaystyle {\displaystyle x^{2}+{\frac {b}{a}}x+\left({\frac {b}{2a}}\right)^{2}=-{\frac {c}{a}}+\left({\frac {b}{2a}}\right)^{2}\ \ ,}}
što proizvodi :
{\displaystyle {\displaystyle \left(x+{\frac {b}{2a}}\right)^{2}=-{\frac {c}{a}}+{\frac {b^{2}}{4a^{2}}}\ \ .}}
Prema tome, nakon preraspodele termina sa desne strane da bi imali zajednički imenilac, dobijamo sledeće :
{\displaystyle {\displaystyle \left(x+{\frac {b}{2a}}\right)^{2}={\frac {b^{2}-4ac}{4a^{2}}}\ \ .}}
Kvadrat se time upotpunio. Korenovanjem obe strane dobijamo sledeću jednačinu :
{\displaystyle {\displaystyle x+{\frac {b}{2a}}=\pm {\frac {\sqrt {b^{2}-4ac\ }}{2a}}\ \ .}}
Izolovanjem broja x dobijamo kvadratnu formulu :
{\displaystyle {\displaystyle x={\frac {-b\pm {\sqrt {b^{2}-4ac\ }}}{2a}}\ \ .}}
Simbol plus-minus „±” označava da su
{\displaystyle {\displaystyle x_{1}={\frac {-b+{\sqrt {b^{2}-4ac}}}{2a}}\quad {\text{ i }}\quad x_{2}={\frac {-b-{\sqrt {b^{2}-4ac}}}{2a}}}}
oboje rešenja kvadratne jednačine. Postoje mnoge varijacije ovog izvođenja sa malim razlikama, u većini slučajeva je to korišćenjem broja {\displaystyle {a}}.
Kvadratna formula se može zapisati i kao :
{\displaystyle {\displaystyle x={\frac {-b}{2a}}\pm {\sqrt {\frac {b^{2}-4ac}{4a^{2}}}}\ \ ,}}
što se može pojednostaviti na :
{\displaystyle {\displaystyle x=-{\frac {b}{2a}}\pm {\sqrt {\left({\frac {b}{2a}}\right)^{2}-{\frac {c}{a}}}}\ \ .}}
Ova verzija formule je korisna kada se kompleksni koreni dozvoljavaju. Izraz van korena će biti realan deo, dok će izraz sa kvadratnim korenom biti imaginaran deo. Izraz unutar korena je diskriminanta.
Neki izvori, pogotovo stariji, koriste alternativne parametrizacije kvadratne jednačine poput ax2 − 2bx + c = 0  ili  ax2 + 2bx + c = 0 , gde {\displaystyle {b}}ima vrednost polovine češće. Ovo dovodi do malo različitijih formi rešenja, ali su inače jednaki.
Manje poznata kvadratna formula, korišćena u Mulerovoj metodi i koja se može pronaći u Vietovim formulama, daje iste korene preko jednačine :
{\displaystyle {\displaystyle x={\frac {-2c}{b\mp {\sqrt {b^{2}-4ac}}}}={\frac {2c}{-b\pm {\sqrt {b^{2}-4ac\ }}}}\ \ .}}

#### Metoda 2
Veliki deo knjiga o algebri proteklih decenija uče o dopuni do potpunog kvadrata koristeći prethodnu formulu : (1) Podeli obe strane sa {\displaystyle {a}} , (2) Preurediti , (3) Zatim dodaj {\displaystyle (b/2a)2} na obe strane da bi upotpunili kvadrat.
Kao što je istakao Larri Hoehn 1975. godine, upotpunjavanje kvadrata može se postići različitim redosledom koji vodi do jednostavnijeg niza težih termina: (1) Pomnoži obe strane sa {\displaystyle 4a}, (2) Preurediti, (3) Zatim dodaj {\displaystyle b^{2}}.
Drugim rečima, kvadratna formula se može ovako izvesti :
{\displaystyle {\displaystyle {\begin{aligned}ax^{2}+bx+c&=0\\4a^{2}x^{2}+4abx+4ac&=0\\4a^{2}x^{2}+4abx&=-4ac\\4a^{2}x^{2}+4abx+b^{2}&=b^{2}-4ac\\(2ax+b)^{2}&=b^{2}-4ac\\2ax+b&=\pm {\sqrt {b^{2}-4ac}}\\2ax&=-b\pm {\sqrt {b^{2}-4ac}}\\x&={\frac {-b\pm {\sqrt {b^{2}-4ac}}}{2a}}\ \ .\end{aligned}}}}
Ovo zapravo predstavlja veoma staro izvođenje kvadratne formule i bila je poznata Hindusima 1025. godine. U poređenju sa standardnim izvođenjem, ovo izvođenje je kraće, uključuje manje kalkulacija sa apsolutnim koeficijentima, izbegava razlomke do poslednjeg koraka, ima lakše izraze, i uključuje lakšu matematiku. Kao što Hoen tvrdi, " lakše je dodati koren od {\displaystyle b'}nego dodati koren polovine koeficijenta {\displaystyle x}".
Veliki broj alternativnih izvođenja kvadratne formule se nalaze u literaturi. Ova izvođenja možda su jednostavnija od standardnog upotpunjavanja kvadrata i predstavljaju interesantne koristi drugih algebarskih tehnika ili možda nude uvid u druge oblasti matematike.

### Korišćenjem zamene
Jedna tehnika je korišćenje zamene. U ovoj tehnici mi zamenjujemo {\displaystyle x=y+m}u kvadratnu formulu da dobijemo :
{\displaystyle {\displaystyle a(y+m)^{2}+b(y+m)+c=0\ \ .}}
Proširivanjem i vađenjem {\displaystyle y} ispred zagrade dobijamo :
{\displaystyle {\displaystyle ay^{2}+y(2am+b)+\left(am^{2}+bm+c\right)=0\ \ .}}
Još nismo uveli drugi uslov na {\displaystyle y}i {\displaystyle m}, zato sada biramo {\displaystyle m}da bi središnji izraz nestao. To bi bilo  {\displaystyle 2am+b=0} ili {\displaystyle {m}={-b}/{2a}}. Oduzimanjem konstantan izraz sa obe strane jednačine ( da bi je pomerili na desnu stranu jednačine ) a zatim podeliti sa {\displaystyle a}nam daje :
{\displaystyle {\displaystyle y^{2}={\frac {-\left(am^{2}+bm+c\right)}{a}}\ \ .}}
Zamenjivanje sa {\displaystyle m}daje :
{\displaystyle {\displaystyle y^{2}={\frac {-\left({\frac {b^{2}}{4a}}+{\frac {-b^{2}}{2a}}+c\right)}{a}}={\frac {b^{2}-4ac}{4a^{2}}}\ \ .}}
Tako da je :
{\displaystyle y=\pm {\frac {\sqrt {b^{2}-4ac}}{2a}}}
Zamenom {\displaystyle x=y+m=y{-b}/{2a}} nam daje kvadratnu formulu :
{\displaystyle {\displaystyle x={\frac {-b\pm {\sqrt {b^{2}-4ac}}}{2a}}\ \ .}}

### Koristeći algebarske identitete
Ovu metodu su koristili razni matematičari kroz istoriju:
Neka koreni standardne kvadratne jednačine budu r1 i r2. Izvođenje počinje ponovnim pozivanjem identiteta:
{\displaystyle (r_{1}-r_{2})^{2}=(r_{1}+r_{2})^{2}-4r_{1}r_{2}.}
Korenovanjem obe strane dobijamo:
{\displaystyle r_{1}-r_{2}={\sqrt {(r_{1}+r_{2})^{2}-4r_{1}r_{2}}}.}
Pošto je koeficijent a ≠ 0, možemo podeliti standardnu jednačinu sa a da bi dobili kvadratni polinom sa istim korenima. Naime,
{\displaystyle x^{2}+{\frac {b}{a}}x+{\frac {c}{a}}=(x-r_{1})(x-r_{2})=x^{2}-(r_{1}+r_{2})x+r_{1}r_{2}\ \ .}
Iz ovoga se vidi da je zbir korena standardne kvadratne jednačine dobijen preko −b/a, a proizvod preko  c/a. Stoga se identitet može prepisati kao:
{\displaystyle r_{1}-r_{2}=\pm {\sqrt {\left(-{\frac {b}{a}}\right)^{2}-4{\frac {c}{a}}}}=\pm {\sqrt {{\frac {b^{2}}{a^{2}}}-{\frac {4ac}{a^{2}}}}}=\pm {\frac {\sqrt {b^{2}-4ac}}{a}}\ \ .}
Sada,
{\displaystyle r_{1}={\frac {(r_{1}+r_{2})+(r_{1}-r_{2})}{2}}={\frac {-{\frac {b}{a}}\pm {\frac {\sqrt {b^{2}-4ac}}{a}}}{2}}={\frac {-b\pm {\sqrt {b^{2}-4ac}}}{2a}}\ \ .}
Pošto je  r2 = −r1 − b/a, ako uzmemo da je
{\displaystyle r_{1}={\frac {-b+{\sqrt {b^{2}-4ac}}}{2a}}}
onda dobijemo da je
{\displaystyle r_{2}={\frac {-b-{\sqrt {b^{2}-4ac}}}{2a}},}
a ako uzmemo da je
{\displaystyle r_{1}={\frac {-b-{\sqrt {b^{2}-4ac}}}{2a}}}
onda dobijemo da je
{\displaystyle r_{2}={\frac {-b+{\sqrt {b^{2}-4ac}}}{2a}}.}
Kombinovanjem ovih rezultata koristeći skraćenicu ±, dobijemo da su rešenja kvadratne jednačine data pomoću:
{\displaystyle x={\frac {-b\pm {\sqrt {b^{2}-4ac}}}{2a}}\ \ .}

### Koristeći Lagranžove resolvente
Alternativni način izvođenja kvadratnih formula je preko Lagranžovih resolvenata, koji su rani deo Galove teorije. Ova metoda može biti generalizovana radi dobijanja korena kubnih polinoma i funkcija četvrtog stepena i vodi do Galove teorije, koja omogućava razumevanje rešenja algebarske jednačine bilo kog stepena u pogledu grupa simetrija njihovih korena, Galove grupe. Ovaj pristup više se fokusira na korene nego  na preuređivanje originalne jednačine. Dat je kvadratni polinom
{\displaystyle x^{2}+px+q\ \ ,}
pretpostavi da je
{\displaystyle x^{2}+px+q=(x-\alpha )(x-\beta )\ \ ,}
Proširenje se poništava
{\displaystyle x^{2}+px+q=x^{2}-(\alpha +\beta )x+\alpha \beta \ \ ,}
gde su p = −(α + β) i q = αβ.
Pošto redosled množenja nije bitan, α i β se mogu menjati, a da se vrednosti p i q ne menjaju: može se reći da su p i q simetrični polinomi u  α i β. Zapravo, oni su osnovni simetrični polinomi - bilo koji simetrični polinom u  α i β može biti izražen  preko  α+β i  αβ. Pristup Galove teorije analiziranju i rešavanju polinoma je: uzimajući u obzir koeficijente polinoma, koje su simetrične funkcije u korenima, može li se "slomiti simetrija" i obnoviti koren? Tako je rešavanje polinoma stepena n povezano sa načinima preuređivanja ("permutovanja") n termina, koji se naziva simetrična grupa na n slova, i označava Sn. Za kvadratni polinom, jedini način da se preurede dva termina je da se oni zamene ("transponuju"), i tako rešavanje kvadratnog polinoma je jednostavno.
Da bi našao korene α i β, uzmi u obzir njihov zbir i razliku:
{\displaystyle {\begin{aligned}r_{1}&=\alpha +\beta \\r_{2}&=\alpha -\beta \ \ .\end{aligned}}}
To se naziva Lagranžovim resolventima polinoma; primetite da jedna od ovih zavisi od reda korena, što je ključna tačka. Koreni iz resolvenata može se oporaviti invertovanjem gornjih jednačina:
{\displaystyle {\begin{aligned}\alpha &=\textstyle {\frac {1}{2}}\left(r_{1}+r_{2}\right)\\\beta &=\textstyle {\frac {1}{2}}\left(r_{1}-r_{2}\right)\ \ .\end{aligned}}}
Time, rešavanje resolventima daje originalne korene.
Sad je r1 = α + β simetrična funkcija u α i β, te može biti izražena preko p i q, i zapravo r1 = −p kao što je gore navedeno. Ali  r2 = α − β nije simetrično jer zamenjivanjem  α i β poništava se −r2 = β − α . Pošto r2 nije simetrično, ne može biti predstavljeno preko koeficijenata  p i q, jer su oni simetrični u korenu i time je i svaki polinomski izraz koji uključuje njih. Menjanje reda korena menja samo r2 za -1 i time je  r22 = (α − β)2 simetrična u korenu i može se izraziti preko p i q. Koristeći jednačinu
{\displaystyle (\alpha -\beta )^{2}=(\alpha +\beta )^{2}-4\alpha \beta \ }
poništava
{\displaystyle r_{2}^{2}=p^{2}-4q\ \ }
i time je
{\displaystyle r_{2}=\pm {\sqrt {p^{2}-4q}}\ \ }
Ako se uzme pozitivni koren,lomi se simetrija i dobija se:
{\displaystyle {\begin{aligned}r_{1}&=-p\\r_{2}&={\sqrt {p^{2}-4q}}\end{aligned}}}
i time je
{\displaystyle {\begin{aligned}\alpha &={\tfrac {1}{2}}\left(-p+{\sqrt {p^{2}-4q}}\right)\\\beta &={\tfrac {1}{2}}\left(-p-{\sqrt {p^{2}-4q}}\right)\ \ .\end{aligned}}}
Što znači da su koreni
{\displaystyle \textstyle {\frac {1}{2}}\left(-p\pm {\sqrt {p^{2}-4q}}\right)}
što je kvadratna formula. Menjanjem p = b/a, q = c/a poništava se uobičajena forma.Resolventi se mogu prepoznati kao
r1/2 = −p/2 = −b/2a  koja je verteks, i r22 = p2 − 4q koja je diskriminanta
.Sličan, ali složeniji metod funkcioniše za kubne jednačine, gde jedna ima tri rezolvente i kvadratnu jednačinu ("rešavajući polinom") koja se odnosi na r2 i r3, što se može rešiti kvadratnom jednačinom, a slično za kvartičku jednačinu (stepen 4) ), čije je rešavanje polinoma kubno, što može biti rešeno. Ista metoda za kvintičku jednačinu daje polinom stepena 24, što ne pojednostavljuje problem, i, u stvari, rešenja kvintičkih jednačina uopšte se ne mogu izraziti koristeći samo korene.

### Preko ekstrema
Poznavanje vrednosti x u funkcionalnoj ekstremnoj tački omogućava da se reši samo za povećanje (ili smanjenje) potrebno u x da se reši kvadratna jednačina. Ova metoda prvo koristi diferencijaciju da bi našla  xext  tj. x u ekstremnoj tački.Zatim rešavamo za vrednost x, koja osigurava da jef(xext + q) = 0. Iako to možda nije najintuitivniji metod, osigurava da je matematika jasna.
{\displaystyle {\begin{aligned}f(x)&=ax^{2}+bx+c\\[5pt]{\frac {\partial f}{\partial x}}&=2ax+b\ \ .\end{aligned}}}
Postavljanje gornjeg diferencijala na nulu daje nam ekstreme kvadratne funkcije
{\displaystyle x_{\text{ext}}={\frac {-b}{2a}}\ \ .}
Definišemo q kao:
{\displaystyle q=x_{0}-x_{\text{ext}}\ \ ,}
Ovde je x0 vrednost x koja rešava kvadratnu jednačinu. Zbir xext i q  je ubačena u kvadratnu jednačinu
{\displaystyle {\begin{aligned}a\left({\frac {-b}{2a}}+q\right)^{2}+b\left({\frac {-b}{2a}}+q\right)+c&=0\\[5pt]\left({\frac {-b}{2a}}+q\right)^{2}+{\frac {b}{a}}\left({\frac {-b}{2a}}+q\right)+{\frac {c}{a}}&=0&&(a\neq 0)\\[5pt]{\frac {b^{2}}{4a^{2}}}+q^{2}-{\frac {bq}{a}}-{\frac {b^{2}}{2a^{2}}}+{\frac {bq}{a}}+{\frac {c}{a}}&=0\\[5pt]{\frac {-b^{2}}{4a^{2}}}+q^{2}+{\frac {c}{a}}&=0\\[5pt]q^{2}&={\frac {b^{2}-4ac}{4a^{2}}}\\[5pt]q&={\frac {\pm {\sqrt {b^{2}-4ac}}}{2a}}\ \ .\end{aligned}}}
Vrednost xext se zatim dodaje na obe strane jednačine
{\displaystyle x_{0}={\frac {-b\pm {\sqrt {b^{2}-4ac}}}{2a}}\ \ .}
Ovo daje kvadratnu formulu. Na ovaj način se izbegava tehnika kompletiranja kvadrata i mnogo složenija matematika nije potrebna. Imajte na umu da je ovo rešenje veoma slično rešavanju koje dobija formulu supstitucijom.

### Podelom na realne i imaginarne delove
Uzmimo da je jednačina
{\displaystyle az^{2}+bz+c=0}
gde je {\displaystyle z=x+iy}kompleksan broj i gde su a,b i c su pravi brojevi. Onda
{\displaystyle {\begin{aligned}a(x+iy)^{2}+b(x+iy)+c&=0\ \ ,\ \ a(x^{2}-y^{2}+i2xy)+b(x+iy)+c=0\ \ .\end{aligned}}}
Ovo se deli na dve jednačine. Realni deo:
{\displaystyle a(x^{2}-y^{2})+bx+c=0}
i imaginarni deo:
{\displaystyle 2axy+by=0\ \ .}
Pretpostaviti da je {\displaystyle y\neq 0}te podeliti drugu jednačinu sa y:
{\displaystyle 2ax+b=0}
i rešiti za x:
{\displaystyle x={-b \over 2a}\ \ .}
Zameniti ovu vrednost x u prvoj jednačini i rešiti za y:
{\displaystyle {\begin{aligned}a{\Big (}{b^{2} \over 4a^{2}}-y^{2}{\Big )}-{b^{2} \over 2a}+c&=0\\{b^{2} \over 4a}-ay^{2}-{2b^{2} \over 4a}+c&=0\\{-b^{2} \over 4a}-ay^{2}+c&=0\\ay^{2}+{b^{2} \over 4a}-c&=0\\y^{2}&={c \over a}-{b^{2} \over 4a^{2}}\\y&=\pm {\sqrt {{c \over a}-{b^{2} \over 4a^{2}}}}={\pm {\sqrt {ca-{b^{2} \over 4}}} \over a}={\pm {\sqrt {4ca-b^{2}}} \over 2a}\ \ .\end{aligned}}}
Pošto je {\displaystyle z=x+iy}, onda
{\displaystyle {\begin{aligned}z&={-b \over 2a}\pm {i{\sqrt {4ac-b^{2}}} \over 2a}\\[5pt]z&={-b \over 2a}\pm {{\sqrt {b^{2}-4ac}} \over 2a}={-b\pm {\sqrt {b^{2}-4ac}} \over 2a}\ \ .\end{aligned}}}
Iako y ne bi trebalo da bude 0, poslednja formula se može koristiti za bilo koji koren originalne jednačine, pretpostavljajući da je y=0 nije od velike pomoći.

## Istorijski razvoj
Najranije metode za rešavanje kvadratnih jednačina bile su geometrijske. Vavilonske klinaste tablice sadrže probleme koji se mogu svesti na rešavanje kvadratnih jednačina. Egipatski Berlin Papirus, koji datira još iz Srednjeg kraljevstva (2050. pne. Do 1650. pne), sadrži rešenje za dvosmernu kvadratnu jednačinu.
Elemenata uticajne matematičke studije. Pravila za kvadratne jednačine pojavljuju se u kineskih Devet poglavlja o matematičkoj umetnosti oko 200.
godine pre nove ere. U svom radu Arithmetica, grčki matematičar Diofant (otprilike 250 pne) rešavao je kvadratne jednačine metodom koja je više prepoznatljiva algebarska od geometrijske algebre Euklida. Njegovo rešenje daje samo jedan koren, čak i kada su oba korena pozitivna.
Indijski matematičar Brahmagupta (597–668 AD) eksplicitno je opisao kvadratnu formulu u svojoj raspravi Brahmasphutasiddhanta objavljenu 628. godine, ali napisanu rečima umjesto simbolima. Njegovo rešenje kvadratne jednačine ax2 + bx = c bilo je sledeće: "Na apsolutni broj pomnožen četiri puta [koeficijentom] kvadrata, dodajte kvadrat [koeficijenta] srednjeg člana, kvadratni koren istog, bez [koeficijenta] srednjeg člana, podeljen dvostrukim [koeficijentom] kvadrata je vrednost. Ovo je ekvivalentno:
{\displaystyle x={\frac {{\sqrt {4ac+b^{2}}}-b}{2a}}\ \ .}
Perzijski matematičar iz 9. veka Mumammad ibn Musa al-Khvarizmi rešio je kvadratne jednačine algebarski. Kvadratnu formulu koja pokriva sve slučajeve prvi put je dobio Simon Stevin 1594. godine
Godine 1637. Rene Dekart je objavio La Geometrie koji sadrži posebne slučajeve kvadratne formule u formi koju danas poznajemo.Prvo pojavljivanje opšteg rešenja u modernoj matematičkoj literaturi pojavilo se u izdanju Henrija Hitona iz 1896. godine.

## Značajne koristi

### Geometrijski značaj
Što se tiče analitičke geometrije, parabola je kriva čije su (x,y)-koordinate opisane polinomom drugog stepena,to jest, bilo koja jednačina oblika:
{\displaystyle y=p(x)=a_{2}x^{2}+a_{1}x+a_{0}\ \ ,}
gde p predstavlja polinom drugog stepena i a0, a1, i a2 ≠ 0 konstantne koeficijente čiji indeksi odgovaraju njihovom odgovarajućem stepenu.Geometrijska interpretacija kvadratne formule je ta da definiše tačke na x-osi gde će parabola seći osu.Dodatno, ako gledamo kvadratnu formulu iz dva dela:
{\displaystyle x={\frac {-b\pm {\sqrt {b^{2}-4ac\ }}}{2a}}=-{\frac {b}{2a}}\pm {\frac {\sqrt {b^{2}-4ac\ }}{2a}}}
osna simetrija se pojavljuje kao linija x = −b/2a.Drugi deo,√b2 − 4ac, pokazuje rastojanje između nula i osne simetrije, gde plus znak predstavlja desno rastojanje, dok znak minus predstavlja levo rastojanje.
Ako bi se rastojanje ovog dela smanjilo na 0, vrednost osne simetrije bi bila x vrednost jedine nule,to jest,postoji samo jedno moguće rešenje kvadratne jednačine.Algebarski, to znači da √b2 − 4ac = 0, ili jednostavno b2 − 4ac = 0 (gde je leva strana poznata kao diskriminanta).Ovo je jedan od tri slučaja, gde diskriminanta označava koliko će nula sadržati parabola.Ako je diskriminanta pozitivna,distanca neće biti nula i postojaće 2 rešenja.Međutim, postoji slučaj gde je diskriminanta manja od nule i ovo ukazuje na to da će rastojanje biti imaginarno ili proizvod kompleksne jedinice i, gde je i = √−1 -  i nule parabole će biti kompleksni brojevi. Kompleksni koren će biti konjugovano kompleksan, gde će realni deo kompleksnog korena biti vrednost osne simetrije. Neće biti realnih vrednosti x gde parabola seče x-osu.

## Dimenziona analiza
Ako konstante a,b i/ilic imaju jedinice, onda jedinice od x moraju biti jednaki jedinicama od b/a, jer je potrebno da se ax2 i bx slažu po jedinicama.Štaviše,po istoj logici, jedinica od c mora biti jednaka jedinicama od b2/a,sto može biti provereno bez rešavanja za x.Ovo je dobar način za proveravanje da li je kvadratni izraz fizičkih veličina postavljen korektno, pre rešavanja.